# Ігнатович Віктор Володимирович
Ігнатович Віктор Володимирович (10 листопада 1862 — † 4 травня 1933) — український громадський і державний діяч, економіст, фольклорист.

## Біографія
Один з директорів Українського державного банку в Києві, гласний Міської думи від Лук'янівської дільниці, член фінансової і залізничної комісій міської управи, член Комітету Київської міської бібліотеки.
Касир «Старої громади», член-засновник Української федеративно-демократичної партії (грудень 1917 року), член фінансової Комісії української мирової делегації при переговорах Української держави з Росією (почалися 23 травня 1918 року), брав участь в укладенні торгово-консулярного договору з Кубанським урядом (листопад 1918).

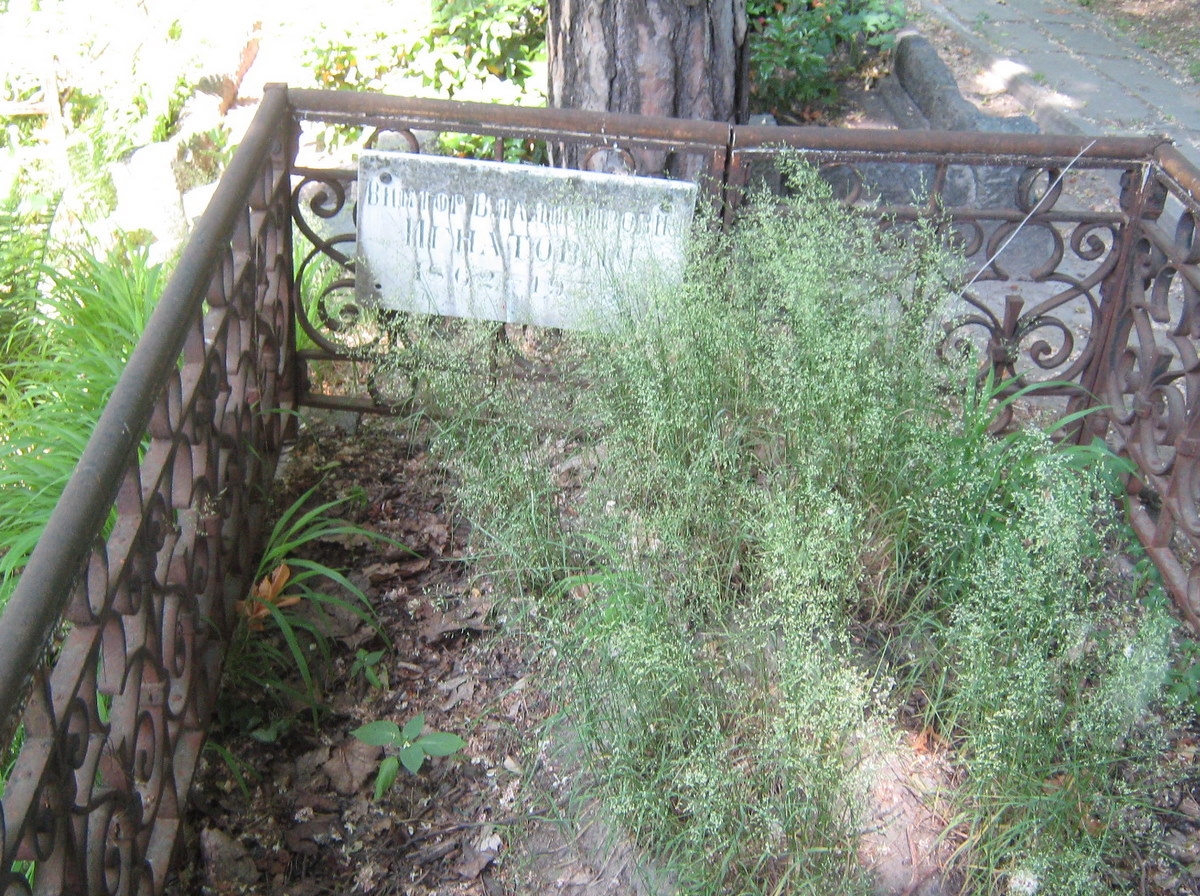
Могила Віктора Ігнатовича

В Києві жив у будинку Міністерства фінансів по Нестерівському провулку. Помер 4 травня 1933 року. Похований в Києві на Лук'янівському цвинтарі (ділянка 13-2, ряд 11, місце 1). Згідно з некрологом Б. Зданевича, похорон Ігнатовича відбувся 6 травня 1933 року.

## Родина
Дружина Віктора Ігнатовича — Олександра Федорівна Хоружинська — рідна сестра дружини Івана Франка Ольги Федорівни. Його племінниця Афанасія Хотнацька в шлюбі за академіком Володимиром Різниченком. Його син Юрій (1901—1974) — науковець, автор підручників з фізики для медичних інститутів.

## Інше
Матеріали про Віктора Ігнатовича експонуються в музеї Івана Франка у Львові.